# Liste der Innenminister Namibias
Dies ist eine Liste der Innenminister Namibias (englisch Minister of Home Affairs and Immigration).

## Minister
| Nr. | Foto                                                             | Name                                                             | Lebensdaten                                                      | Partei                                                           | Kabinett                                                         | Amtszeit (Beginn)                                                | Amtszeit (Ende)                                                  |
| Minister für Innere Angelegenheiten Minister of Internal Affairs                                                          | Minister für Innere Angelegenheiten Minister of Internal Affairs | Minister für Innere Angelegenheiten Minister of Internal Affairs | Minister für Innere Angelegenheiten Minister of Internal Affairs | Minister für Innere Angelegenheiten Minister of Internal Affairs | Minister für Innere Angelegenheiten Minister of Internal Affairs | Minister für Innere Angelegenheiten Minister of Internal Affairs | Minister für Innere Angelegenheiten Minister of Internal Affairs |
| --- | ---------------------------------------------------------------- | ---------------------------------------------------------------- | ---------------------------------------------------------------- | ---------------------------------------------------------------- | ---------------------------------------------------------------- | ---------------------------------------------------------------- | ---------------------------------------------------------------- |
| 01 |                                                                  | Hifikepunye Pohamba                                              | 1935–                                                            | SWAPO                                                            | Nujoma I                                                         | 1990                                                             | 1995                                                             |
| 0 |                                                                  | Sam Nujoma (als Staatspräsident)                                 | 1929–2025                                                        | SWAPO                                                            | Nujoma II                                                        | 1995                                                             | 1995                                                             |
| 02 |                                                                  | Jerry Ekandjo                                                    | 1947–                                                            | SWAPO                                                            | Nujoma II                                                        | 1995                                                             | 2000                                                             |
| 02 | Nujoma III                                                       | Jerry Ekandjo                                                    | 1947–                                                            | SWAPO                                                            | 2000                                                             | 2005                                                             |                                                                  |
| Minister für Innere Angelegenheiten und Einwanderung Minister of Home Affairs and Immigration                             |                                                                  |                                                                  |                                                                  |                                                                  |                                                                  |                                                                  |                                                                  |
| 03 |                                                                  | Rosalia Nghidinwa                                                | 1952–2018                                                        | SWAPO                                                            | Pohamba I                                                        | 2005                                                             | 2010                                                             |
| 03 | Pohamba II                                                       | Rosalia Nghidinwa                                                | 1952–2018                                                        | SWAPO                                                            | 2010                                                             | 2012                                                             |                                                                  |
| 04 |                                                                  | Pendukeni Iivula-Ithana                                          | 1952–                                                            | SWAPO                                                            | Pohamba II                                                       | 2012                                                             | 2015                                                             |
| 04 | Geingob I                                                        | Pendukeni Iivula-Ithana                                          | 1952–                                                            | SWAPO                                                            | 2015                                                             | 2018                                                             |                                                                  |
| 05 |                                                                  | Frans Kapofi                                                     | 1953–                                                            | SWAPO                                                            | Geingob I                                                        | 2018                                                             | 2020                                                             |
| 05 | Geingob II                                                       | Frans Kapofi                                                     | 1953–                                                            | SWAPO                                                            | 2020                                                             | 2021                                                             |                                                                  |
| Minister für Innere Angelegenheiten, Einwanderung und Sicherheit Minister of Home Affairs, Immigration, Safety & Security |                                                                  |                                                                  |                                                                  |                                                                  |                                                                  |                                                                  |                                                                  |
| 06 |                                                                  | Albert Kawana                                                    | 1956–                                                            | SWAPO                                                            | Geingob II Mbumba                                                | 2021                                                             | 2025                                                             |
| 07 |                                                                  | Lucia Iipumbu                                                    | 1975–                                                            | SWAPO                                                            | Nandi-Ndaitwah                                                   | 2025                                                             |                                                                  |